# Schloss Holnstein (Berching)

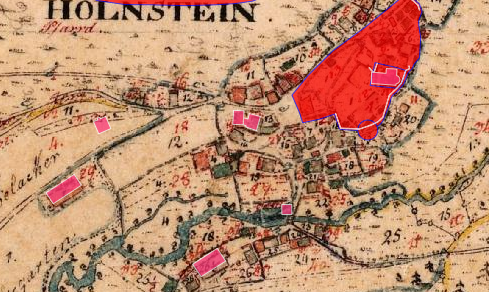
Lageplan von Schloss Holnstein (Berching) auf dem Urkataster von Bayern

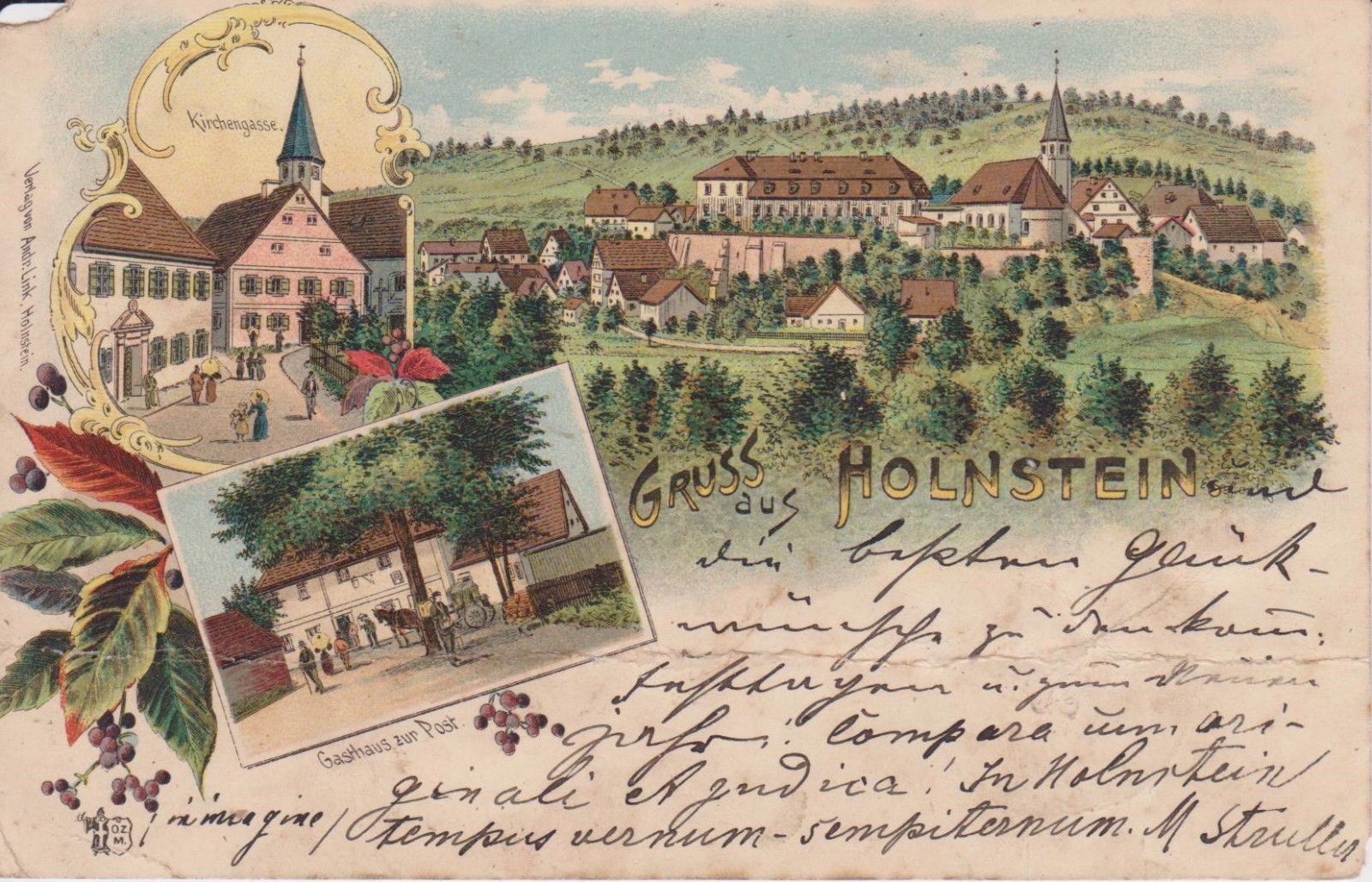
Postkarte von Holnstein (1899)

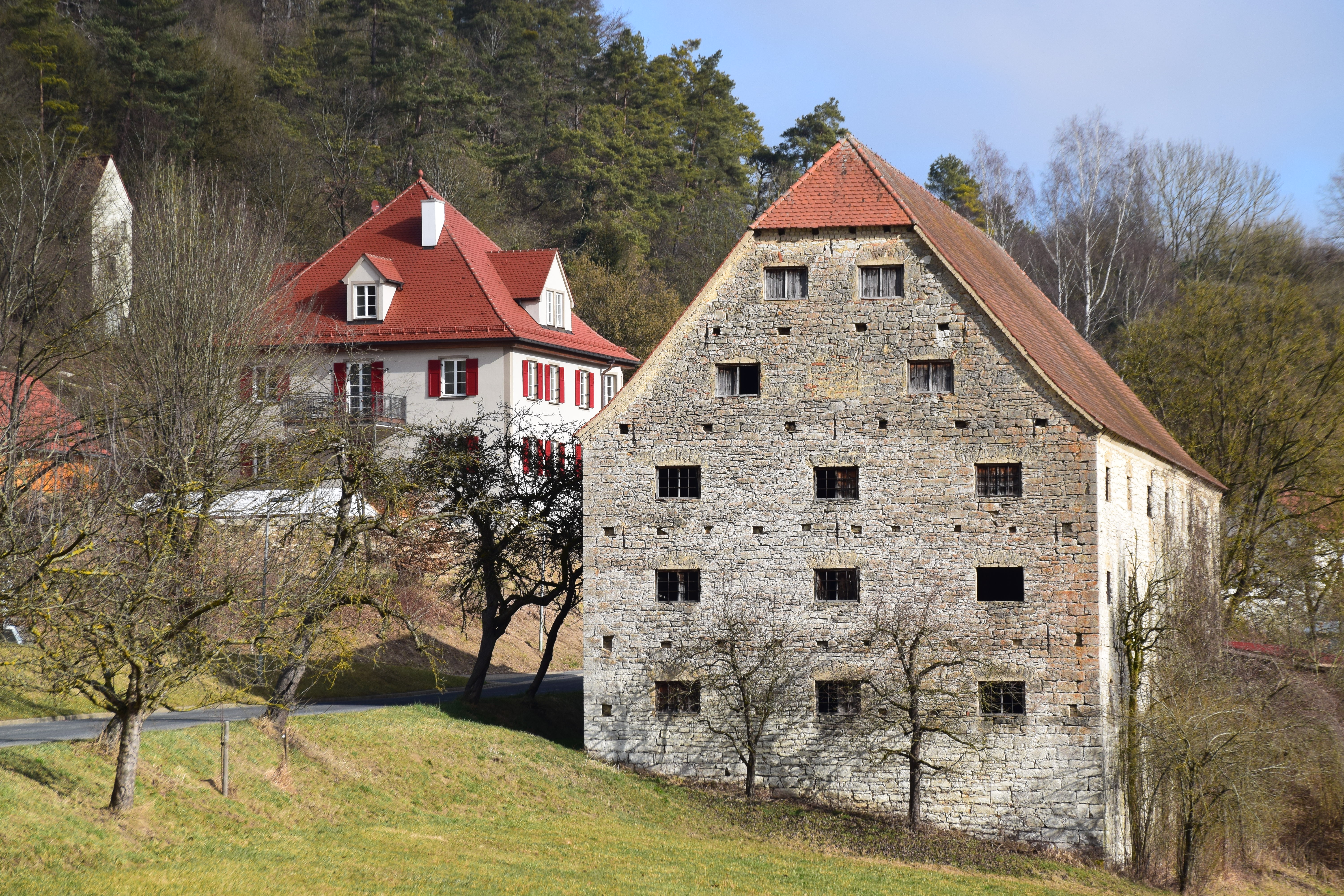
Zehentstadel von Holnstein (Berching)

Das abgegangene Schloss Holnstein liegt in dem Dorf Holnstein, einem Gemeindeteil der Stadt Berching im oberpfälzischen Landkreis Neumarkt in der Oberpfalz. „Zugehörige Bruchstein- und Quadermauerreste des Schlosses Holnstein, mittelalterlich“ sind unter der Aktennummer D-3-73-112-136 als Baudenkmal verzeichnet. „Archäologische Befunde im Bereich des ehem. Schlosses von Holnstein, zuvor mittelalterliche Burg“ werden zudem als Bodendenkmal unter der Aktennummer D-3-6835-0150 geführt.

## Geschichte
Das Schloss bzw. die vormalige Burg ist der Nachfolgebau der Burg Holnstein und wurde vermutlich unter den Herren von Heideck in den Ort Holnstein verlegt. Besitzer sollen die Wittelsbacher (1329) und die Grafen Tilly (1631–1724) gewesen sein. 1880 wurde das Schloss von den Dillinger Franziskanerinnen erworben und zu einer Behindertenanstalt umgebaut.

## Beschreibung
Das Schloss lag nördlich und östlich der Pfarrkirche St. Georg von Holnstein. Von der Burg sind nur wenige Bruchstein- und Quadermauerreste erhalten. Erhalten blieb der im westlichen Ortsteil liegende Zehentstadel des Schlosses.